# AISA I-11
AISA I-11
- 用途：練習機、連絡機
- 製造者：イベラヴィア／AISA
- 運用者：スペイン空軍
- 初飛行：1951年7月16日
- 生産数：410機

AISA I-11は、1950年代にスペインで製造された民間向け多用途機である。

## 概要
元々I-11はスペインの航空機会社のイベラヴィア社によって設計された本機の2機の試作機の初号機は1951年7月16日に初飛行を行った。この機体は固定前輪式の降着装置と並列複座のコックピットを覆う大型の涙滴形キャノピーを持つ保守的な構成の低翼単葉機であった。飛行特性は満足すべきものであったが、量産計画が立てられる前にイベラヴィア社はAISAにより買収された。
新しい経営陣は開発を続行することを決定したが、キャノピーの小型化と尾輪式配置の降着装置への転換といった幾つかの設計上の変更を加えた。この仕様で民間航空局局長（the Director General for Civil Aviation）からスペインの航空クラブで使用する70機分の発注を受けて量産に入った。その後スペイン空軍が練習機と連絡機として125機を発注し、更に座席をタンデム配置にしたメーカー名称I-115、空軍での名称「E.9」を200機要求した。I-115は112 kW (150 hp)のENMA ティグレ（Tigre）倒立空冷エンジンを装着したより大型で重い機体となった。

## 派生型
- I-11：前輪式降着装置付きのイベラヴィア社製、2機製造
- I-11B：AISA社製の量産型
- AISA I-115：タンデム座席配置型、空軍名称はE.9

## 要目
(I-11B) ref=Jane's All The World's Aircraft 1969-70 
- 乗員：1又は2名
- 全長：6.47 m (21 ft 3 in)
- 全幅：9.34 m (30 ft 7 in)
- 全高：1.9 m (6 ft 3 in)
- 翼面積：13.40 m² (144 ft²)
- 空虚重量：421 kg (926 lb)
- 全備重量：670 kg (1,474 lb)
- エンジン：1 × コンチネンタル C90-12F 空冷倒立 水平対向エンジン、70 kW (90 hp)
- 最大速度：200 km/h (125 mph)
- 巡航速度：177 km/h (110 mph)
- 巡航高度：4,700 m (15,400 ft)
- 上昇率：3.3 m/s (726 ft/min)